# 第三次蘇聯南極遠征
第三次蘇聯南極遠征為蘇聯於1957年至1959年的南極遠征，陸上由葉夫根尼·托爾斯季科夫領導，海上由I·V·馬克西莫夫。團隊以兩艘柴電動力船作為運輸工具，分別是鄂畢號和合作號，前者為載運人員的破冰船，後者為補給運輸艦。船隊於1957年11月至12月抵達南極洲。船隊共有445人，183人於南極度過冬天。
任務目標：
1. 持續國際地球物理年計畫。
2. 建設於相對難以到達極點的蘇維埃站。
3. 利用電動雪橇橫越中部南極洲的冰河。
4. 海洋學研究。

此項計畫站點包括：米爾尼站、沃斯托克站、蘇維埃站、綠洲站、先鋒站和共青團站。
第一趟車隊32人於1958年1月2日抵達先鋒站，8日離開。17日抵共青團站，此時氣候狀況轉壞。部分人員前往沃斯托克站救援，並於27日抵達，運送超過100噸物資。28日前往共青團站，31日抵達。2月3日，27人的車隊前往建立蘇維埃站。他們抵達78°24′S 87°35′E / 78.400°S 87.583°E海拔3570公尺的位置迅速建立站點。車隊於18日離開，3月4日回到米爾尼站，他們已行駛超過4000公里。
在米爾尼站過冬後，1958年9月第二批遠征人員再次出發。12月14日，一隊抵達難以到達極點建立難以到達極點站。

## 新發現地區
- 甘布爾澤夫山脈[1]
- 戈利岑山[1]
- 施密特平原[1]